# Saint-Julien-d'Intres
Pour les articles homonymes, voir Saint-Julien.
Saint-Julien-d'Intres est une commune française, créée le 1er janvier 2019 de la fusion des communes d'Intres et de Saint-Julien-Boutières, située dans le département de l'Ardèche en région Auvergne-Rhône-Alpes.

## Géographie

### Situation et description
Saint-Julien-d'Intres est une commune nouvelle du plateau ardéchois, limitrophe du département de la Haute-Loire et rattachée à la communauté de communes Val'Eyrieux. La commune se situe dans la région des Hautes-Boutières, non loin du sommet du mont Mezenc, sommet montagneux d'origine volcanique.

### Hydrographie

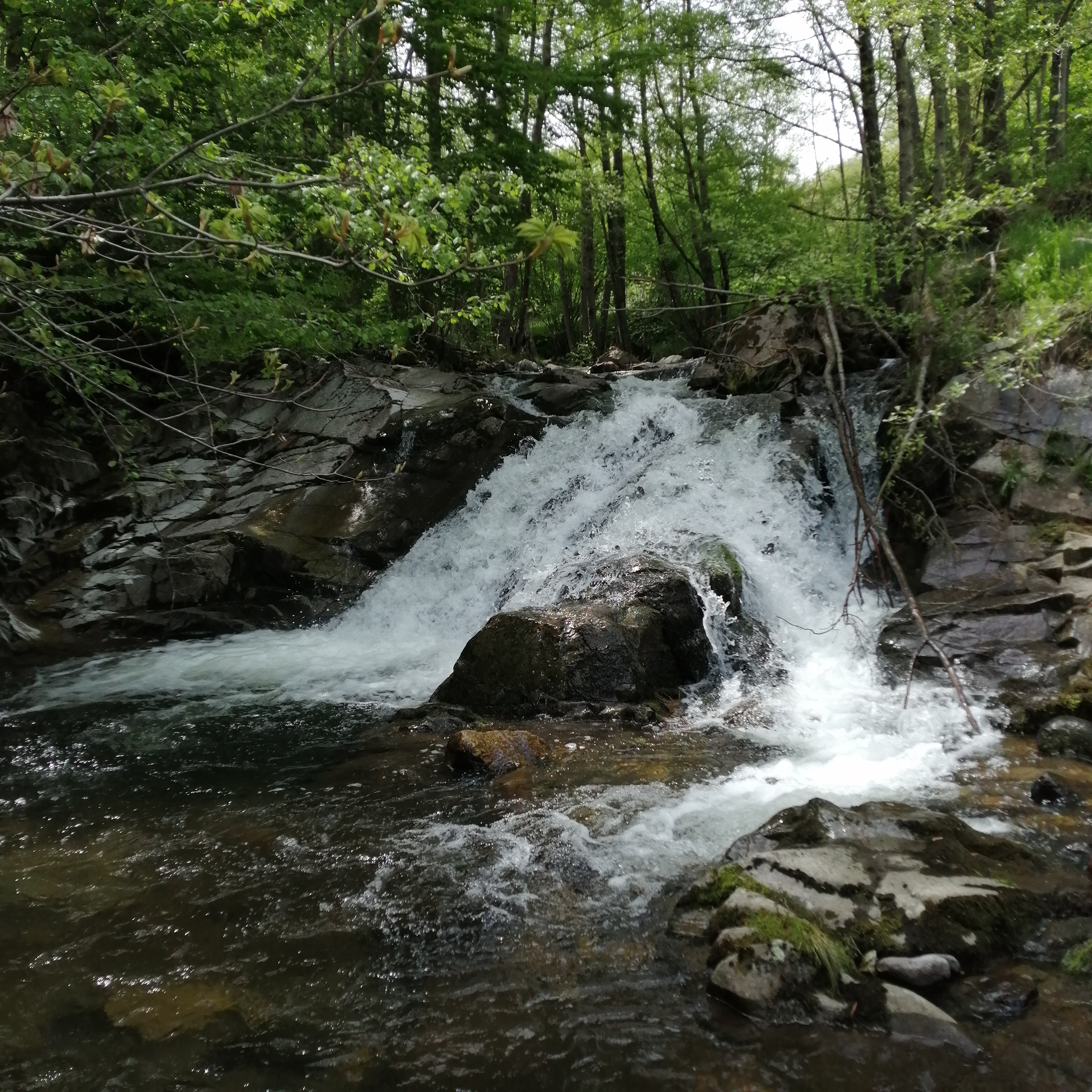
La Rimande

Le territoire communal est traversé par l'Eyrieux, rivière de 83,5 km de longueur qui rejoint la rive droite du Rhône au niveau de la commune de La Voulte-sur-Rhône. La commune est également traversée par un de ses affluents, le ruisseau de la Rimande.

### Climat
Pour des articles plus généraux, voir Climat d'Auvergne-Rhône-Alpes et Climat de l'Ardèche.
En 2010, le climat de la commune est de type climat de montagne, selon une étude du CNRS s'appuyant sur une série de données couvrant la période 1971-2000. En 2020, Météo-France publie une typologie des climats de la France métropolitaine dans laquelle la commune est exposée à un climat de montagne ou de marges de montagne et est dans la région climatique Sud-est du Massif Central, caractérisée par une pluviométrie annuelle de 1 000 à 1 500 mm, minimale en été, maximale en automne.
Pour la période 1971-2000, la température annuelle moyenne est de 9,2 °C, avec une amplitude thermique annuelle de 16,2 °C. Le cumul annuel moyen de précipitations est de 1 337 mm, avec 9,3 jours de précipitations en janvier et 6,3 jours en juillet. Pour la période 1991-2020, la température moyenne annuelle observée sur la station météorologique de Météo-France la plus proche, « St-Agrève Rad », sur la commune de Saint-Agrève à 4 km à vol d'oiseau, est de 8,8 °C et le cumul annuel moyen de précipitations est de 1 044,3 mm,. Pour l'avenir, les paramètres climatiques de la commune estimés pour 2050 selon différents scénarios d'émission de gaz à effet de serre sont consultables sur un site dédié publié par Météo-France en novembre 2022.

## Urbanisme

### Typologie
Au 1er janvier 2024, Saint-Julien-d'Intres est catégorisée commune rurale à habitat très dispersé, selon la nouvelle grille communale de densité à 7 niveaux définie par l'Insee en 2022.
Elle est située hors unité urbaine et hors attraction des villes,.

### Risques naturels

#### Risques sismiques
L'ensemble du territoire de la commune de Saint-Julien-d'Intres est situé en zone de sismicité no 2 (sur une échelle de 5), comme la plupart des communes situées sur le plateau et la montagne ardéchoise.
| Type de zone | Niveau           | Définitions (bâtiment à risque normal) |
| ------------ | ---------------- | -------------------------------------- |
| Zone 2       | Sismicité faible | accélération = 1,1 m/s2                |

## Histoire
La commune nouvelle est créée le 1er janvier 2019, par arrêté du préfet de l'Ardèche en date du 12 décembre 2018. Elle résulte de la fusion des communes d'Intres et de Saint-Julien-Boutières.

## Politique et administration

### Liste des maires
| Période                       | Période                   | Identité         | Étiquette | Qualité |
| ----------------------------- | ------------------------- | ---------------- | --------- | ------- |
| janvier 2019 (réélue en 2020) | En cours (au 6 août 2020) | Catherine Faure, |           |         |

### Anciennes communes
| Nom                    | Code Insee | Intercommunalité | Superficie (km2) | Population (dernière pop. légale) | Densité (hab./km2) |
| ---------------------- | ---------- | ---------------- | ---------------- | --------------------------------- | ------------------ |
| Intres (siège)         | 07103      | CC Val'Eyrieux   | 10,05            | 157 (2016)                        | 16                 |
| Saint-Julien-Boutières | 07252      | CC Val'Eyrieux   | 11,12            | 186 (2016)                        | 17                 |

## Population et société

### Démographie
L'évolution du nombre d'habitants est connue à travers les recensements de la population effectués dans la commune depuis sa création.

En 2022, la commune comptait 305 habitants, en évolution de −11,08 % par rapport à 2016 (France hors Mayotte : +2,11 %).
| 2015 | 2020 | 2022 |
| ---- | ---- | ---- |
| 358  | 310  | 305  |

### Enseignement
La commune est rattachée à l'académie de Grenoble.

### Médias
Deux organes de presse écrite de niveau régional sont distribués dans la commune :
- L'Hebdo de l'Ardèche, journal hebdomadaire français basé à Valence et diffusé à Privas depuis 1999. Il couvre l'actualité pour tout le département de l'Ardèche ;
- Le Dauphiné libéré, journal quotidien de la presse écrite française régionale distribué dans la plupart des départements de l'ancienne région Rhône-Alpes, notamment l'Ardèche. La commune est située dans la zone d'édition du Nord-Ardèche (Annonay - Le Cheylard).

### Culte
La communauté catholique et les églises de rite catholique de Saint-Julien-d'Intres  dépendent de la paroisse Notre-Dame des Boutières, elle-même rattachée au diocèse de Viviers.

## Culture locale et patrimoine

### Lieux et monuments
- Église Saint-Julien de Saint-Julien-Boutières.
- Temple protestant d'Intres.

### Héraldique
|  | Saint-Julien-d'Intres possède des armoiries dont l'origine et le blasonnement exact ne sont pas disponibles. |